# Афшин Пейровані
Афшин Пейровані (перс. افشين پيروانى, нар. 6 лютого 1970, Шираз) — іранський футболіст, що грав на позиції захисника. По завершенні ігрової кар'єри — тренер.
Виступав, зокрема, за клуб «Персеполіс», а також національну збірну Ірану, у складі якої був учасником чемпіонату світу 1998 року.

## Клубна кар'єра
У дорослому футболі дебютував 1989 року виступами за команду клубу «Барг» (Шираз), наступного року перейшов до «Банк Тежарат», в якому провів чотири сезони.
Своєю грою за останню команду привернув увагу представників тренерського штабу клубу «Персеполіс», до складу якого приєднався 1994 року. Відіграв за тегеранську команду наступні десять сезонів своєї ігрової кар'єри.
Завершив професійну ігрову кар'єру у клубі «Пайкан», за команду якого виступав протягом 2004—2005 років.

## Виступи за збірну
1993 року дебютував в офіційних матчах у складі національної збірної Ірану. Протягом кар'єри у національній команді, яка тривала 10 років, провів у формі головної команди країни 62 матчі.
У складі збірної був учасником кубка Азії з футболу 1996 року в ОАЕ, на якому команда здобула бронзові нагороди, а сам Пейровані взяв участь в усіх матчах. За два роки поїхав на чемпіонат світу 1998 року до Франції, де виходив на поле в одній грі групового етапу, а іранці подолати груповий етап не змогли.

## Кар'єра тренера
Розпочав тренерську кар'єру невдовзі по завершенні кар'єри гравця, 2008 року, очоливши тренерський штаб клубу «Персеполіс».
Протягом 2010 року двічі з невеликою перервою очолював тренерський штаб клубу «Стіл Азін».
Наразі останнім місцем тренерської роботи був «Санг Ахан», головним тренером команди якого Афшин Пейровані був з 2012 по 2013 рік.
Згодом перейшов на адміністративну роботу, ставши директором національної збірної Ірану, а пізніше ще й спортивним директором «Персеполіса».

## Титули і досягнення
- Бронзовий призер Кубка Азії: 1996